# 2008年のオールスターゲーム (日本プロ野球)
2008年のオールスターゲーム（2008ねんのオールスターゲーム）では、2008年（平成20年）7月31日から8月1日に開催された、同年度のプロ野球オールスターゲームの詳細について述べる。

## 概要
前年（2007年）は、冠スポンサーのガリバーのもと「ガリバーオールスターゲーム」として開催していたが、2008年は、広島東洋カープ関連企業であるマツダによる特別協賛のもと、大会名も「マツダオールスターゲーム」となった。
また、日本プロ野球のオールスターゲームが8月に開催されるのは史上初めてとなる。
第2戦、5回終了後のハーフタイムイベントに『さんまのSUPERからくりTV』（TBS）の企画として小倉優子音楽隊が登場し演奏を披露。メンバーは小倉のほかつるの剛士、さかなクン、斉藤暁、岩佐真悠子、青木裕子アナらが出演した。

## 試合日程

### 第1戦
7月31日　京セラドーム大阪
- 18:12試合開始（JST）。
- 国歌斉唱はAQUA5。

### 第2戦
8月1日　横浜スタジアム
- 18:21試合開始（JST）。
- 国歌独唱は倖田來未。

## 出場選手
| セントラル・リーグ | セントラル・リーグ | セントラル・リーグ | セントラル・リーグ | パシフィック・リーグ | パシフィック・リーグ | パシフィック・リーグ | パシフィック・リーグ |
| ------------------ | ------------------ | ------------------ | ------------------ | -------------------- | -------------------- | -------------------- | -------------------- |
| 監督               | 原辰徳             | 巨人               |                    | 監督                 | 梨田昌孝             | 日本ハム             |                      |
| コーチ             | 落合博満           | 中日               |                    | コーチ               | バレンタイン         | ロッテ               |                      |
| コーチ             | 岡田彰布           | 阪神               |                    | コーチ               | 秋山幸二             | ソフトバンク         |                      |
| 先発投手           | 高橋建             | 広島               | 4                  | 先発投手             | ダルビッシュ有 ※     | 日本ハム             | 2                    |
| 中継投手           | 久保田智之         | 阪神               | 2                  | 中継投手             | 武田久               | 日本ハム             | 3                    |
| 抑え投手           | 藤川球児           | 阪神               | 4                  | 抑え投手             | 加藤大輔             | オリックス           | 2                    |
| 投手               | ルイス ※           | 広島               | 初                 | 投手                 | 成瀬善久             | ロッテ               | 2                    |
| 投手               | クルーン           | 巨人               | 4                  | 投手                 | 清水直行             | ロッテ               | 3                    |
| 投手               | 川上憲伸           | 中日               | 6                  | 投手                 | 杉内俊哉             | ソフトバンク         | 3                    |
| 投手               | 吉見一起           | 中日               | 初                 | 投手                 | 田中将大             | 楽天                 | 2                    |
| 投手               | 下柳剛             | 阪神               | 5                  | 投手                 | 岩隈久志             | 楽天                 | 3                    |
| 投手               | 寺原隼人           | 横浜               | 初                 | 投手                 | 帆足和幸             | 西武                 | 2                    |
| 投手               | 石川雅規           | ヤクルト           | 2                  | 投手                 | 山本省吾             | オリックス           | 初                   |
| 投手               | 館山昌平           | ヤクルト           | 初                 | 投手                 | 小松聖               | オリックス           | 初                   |
| 投手               | 小笠原孝           | 中日               | 初                 |                      |                      |                      |                      |
| 投手               | 大竹寛             | 広島               | 初                 |                      |                      |                      |                      |
| 捕手               | 阿部慎之助 ※       | 巨人               | 5                  | 捕手                 | 細川亨 ※             | 西武                 | 初                   |
| 捕手               | 矢野輝弘           | 阪神               | 7                  | 捕手                 | 日高剛               | オリックス           | 5                    |
| 捕手               | 石原慶幸           | 広島               | 初                 |                      |                      |                      |                      |
| 一塁手             | 新井貴浩           | 阪神               | 4                  | 一塁手               | 小久保裕紀           | ソフトバンク         | 11(2)                |
| 一塁手             | ウッズ ※           | 中日               | 3                  | 一塁手               | 松中信彦 ※           | ソフトバンク         | 9                    |
| 二塁手             | 東出輝裕           | 広島               | 2                  | 二塁手               | 田中賢介             | 日本ハム             | 初                   |
| 二塁手             | 荒木雅博 ※         | 中日               | 2                  | 二塁手               | 片岡易之 ※           | 西武                 | 初                   |
| 三塁手             | 村田修一 ※         | 横浜               | 2                  | 三塁手               | 中村剛也 ※           | 西武                 | 初                   |
| 遊撃手             | 坂本勇人           | 巨人               | 初                 | 遊撃手               | 川﨑宗則 ※           | ソフトバンク         | 5                    |
| 遊撃手             | 井端弘和 ※         | 中日               | 5                  |                      |                      |                      |                      |
| 内野手             | 宮本慎也           | ヤクルト           | 4                  | 内野手               | 西岡剛               | ロッテ               | 4                    |
|                    |                    |                    |                    | 内野手               | リック               | 楽天                 | 初                   |
| 中島裕之           | 西武               | 4                  |                    | 内野手               |                      |                      |                      |
| 外野手             | 青木宣親 ※         | ヤクルト           | 4                  | 外野手               | G.G.佐藤 ※           | 西武                 | 初                   |
| 外野手             | 前田智徳           | 広島               | 7                  | 外野手               | 稲葉篤紀 ※           | 日本ハム             | 4                    |
| 外野手             | 金本知憲 ※         | 阪神               | 10                 | 外野手               | 柴原洋               | ソフトバンク         | 4                    |
| 外野手             | ラミレス ※         | 巨人               | 4                  | 外野手               | 森本稀哲             | 日本ハム             | 3                    |
| 外野手             | 和田一浩           | 中日               | 4                  | 外野手               | 大松尚逸             | ロッテ               | 初                   |
| 外野手             | 内川聖一           | 横浜               | 初                 |                      |                      |                      |                      |
|                    |                    |                    |                    | DH                   | ローズ ※             | オリックス           | 10                   |
| 山﨑武司 ※         | 楽天               | 4                  |                    | DH                   |                      |                      |                      |

太字はファン投票選抜選手、※印は選手間投票選抜、他は監督選抜。
数字は出場回数。カッコ内数字は上記回数中事故のため不出場の回数。
- 王貞治監督は前年同様に体調を考慮して出場辞退、秋山幸二チーフコーチが出場。
- ローズは、選手間投票では外野手で選出。
- 柴原洋は腰椎椎間板ヘルニアのため出場辞退、代わりに大松尚逸が選出
- ルイスは右ひじ内側側副じん帯損傷のため出場辞退、代わりに大竹寛が選出
- 吉見一起は右肩関節炎のため出場辞退、代わりに小笠原孝が選出

## 試合結果

### 第1戦
セ4 - 5パ
| セントラル   | 0 | 1 | 0 | 0 | 0 | 0 | 3 | 0 | 0  | 4 |
| パシフィック | 0 | 1 | 0 | 0 | 2 | 0 | 0 | 0 | 2x | 5 |

勝利投手：加藤大（オリックス）、敗戦投手：久保田（阪神）
バッテリー
セ：高橋（広島）、小笠原（中日）、下柳（阪神）、大竹（広島）、藤川（阪神）、久保田（阪神）● - 阿部（巨人）、矢野（阪神）、石原（広島）
パ：ダルビッシュ（日本ハム）、清水（ロッテ）、山本（オリックス）、帆足（西武）、加藤大（オリックス）○ - 日高（オリックス）、細川（西武）
本塁打
セ：金本（阪神）
パ：なし
MVP
山﨑武司（楽天）
審判
（球）西本、（塁）山本隆（一）、木内（二）、小寺（三）、（外）名幸（左）、杉本（右）

#### オーダー
| セントラル | セントラル | セントラル |
| 打順       | 守備       | 選手       |
| ---------- | ---------- | ---------- |
| 1          | [中]       | 青木宣親   |
| 2          | [二]       | 東出輝裕   |
| 3          | [一]       | 新井貴浩   |
| 4          | [指]       | ラミレス   |
| 5          | [左]       | 金本知憲   |
| 6          | [三]       | 村田修一   |
| 7          | [右]       | 前田智徳   |
| 8          | [捕]       | 阿部慎之助 |
| 9          | [遊]       | 坂本勇人   |
|            | [投]       | 高橋建     |

| パシフィック | パシフィック | パシフィック   |
| 打順         | 守備         | 選手           |
| ------------ | ------------ | -------------- |
| 1            | [中]         | 森本稀哲       |
| 2            | [遊]         | 川﨑宗則       |
| 3            | [右]         | 稲葉篤紀       |
| 4            | [指]         | ローズ         |
| 5            | [左]         | G.G.佐藤       |
| 6            | [一]         | 小久保裕紀     |
| 7            | [三]         | 中村剛也       |
| 8            | [二]         | 田中賢介       |
| 9            | [捕]         | 日高剛         |
|              | [投]         | ダルビッシュ有 |

### 第2戦
パ6 - 11セ
| パシフィック | 0 | 1 | 1 | 0 | 2 | 0 | 0 | 2 | 0 | 6  |
| セントラル   | 0 | 1 | 2 | 2 | 6 | 0 | 0 | 0 | x | 11 |

勝利投手：石川（ヤクルト）、敗戦投手：杉内（ソフトバンク） 
バッテリー
セ：川上（中日）、石川（ヤクルト）○、館山（ヤクルト）、久保田（阪神）、寺原（横浜）、クルーン（巨人）、藤川（阪神） - 阿部（巨人）、石原（広島）、矢野（阪神）
パ：岩隈（楽天）、杉内（ソフトバンク）●、成瀬（ロッテ）、田中（楽天）、武田久（日本ハム）、小松（オリックス） - 細川（西武）、日高（オリックス）
本塁打
セ：ウッズ（中日）
パ：松中（ソフトバンク）、大松（ロッテ）、日高（オリックス）
MVP
荒木（中日）
審判
（球）杉本、（塁）名幸（一）、山本隆（二）、木内（三）、（外）小寺（左）、西本（右）

#### オーダー
| パシフィック | パシフィック | パシフィック |
| 打順         | 守備         | 選手         |
| ------------ | ------------ | ------------ |
| 1            | [遊]         | 西岡剛       |
| 2            | [二]         | 片岡易之     |
| 3            | [右]         | 稲葉篤紀     |
| 4            | [指]         | 山﨑武司     |
| 5            | [左]         | 松中信彦     |
| 6            | [三]         | 中島裕之     |
| 7            | [一]         | リック       |
| 8            | [中]         | 大松尚逸     |
| 9            | [捕]         | 細川亨       |
|              | [投]         | 岩隈久志     |

| セントラル | セントラル | セントラル |
| 打順       | 守備       | 選手       |
| ---------- | ---------- | ---------- |
| 1          | [中]       | 青木宣親   |
| 2          | [遊]       | 井端弘和   |
| 3          | [一]       | ウッズ     |
| 4          | [指]       | ラミレス   |
| 5          | [左]       | 和田一浩   |
| 6          | [三]       | 村田修一   |
| 7          | [右]       | 内川聖一   |
| 8          | [捕]       | 阿部慎之助 |
| 9          | [二]       | 荒木雅博   |
|            | [投]       | 川上憲伸   |

マツダ・ビアンテ賞（2試合を通じて最も印象的な活躍をした選手を表彰）
内川（横浜）

## テレビ・ラジオ中継

### テレビ中継
- 第1戦:7月31日

関西テレビ・フジテレビ≪フジテレビ系列。共同制作≫・BSフジ
実況：馬場鉄志（関西テレビ、5回表まで）、三宅正治（フジテレビ、5回裏から）
解説：田尾安志、片岡篤史、金村義明
ゲスト解説：古田敦也（元ヤクルト選手兼任監督、フジテレビ系列北京オリンピック中継キャスター）
ゲスト：相武紗季（女優、フジテレビ系列北京オリンピック中継キャスター）
レポーター：平井理央（フジテレビ『すぽると!』キャスター）
関西テレビがオールスターゲームを担当するのは、2000年のグリーンスタジアム神戸での試合以来8年ぶり。
CS放映なし
- 第2戦:8月1日

TBS《JNN系列》
実況：戸崎貴広
解説：田淵幸一（日本代表ヘッドコーチ）
ゲスト解説：野村克也（楽天監督）
ゲスト：倖田來未（試合前の国歌独唱を担当）
リポーター：初田啓介、小笠原亘、岡村仁美、新井麻希、出水麻衣
BS-i（現・BS-TBS）放映なし。CS・『TBSニュースバード』で録画中継。

### ラジオ中継
- 第1戦：7月31日
  - 朝日放送《JRN…TBS・HBC・CBC・RKB他》
実況：清水次郎、解説：福本豊、レポーター：岩本計介（パ・リーグサイド）、小縣裕介（セ・リーグサイド）
  - MBSラジオ《NRN…STV・TBC・SF・RCC・KBC他》
実況：井上雅雄、解説：八木裕、レポーター：馬野雅行（パ・リーグサイド）、仙田和吉（セ・リーグサイド）
  - ニッポン放送（LF）《関東広域圏ローカル》
実況:松本秀夫、解説:黒木知宏、レポーター：清水久嗣（パ・リーグサイド）、煙山光紀（セ・リーグサイド）
  - 文化放送（QR）《関東広域圏ローカル》
実況：松島茂、解説：東尾修、大塚光二、レポーター：飯塚治（パ・リーグサイド）、槇嶋範彦（セ・リーグサイド）
  - RFラジオ日本《独自放送》
実況：細淵武揚、解説:水野雄仁、レポーター：内藤博之（パ・リーグサイド）、内藤尚行（セ・リーグサイド）
- 第2戦：8月1日
  - TBSラジオ《JRN…HBC・CBC・MBS・RKB他》
実況：新夕悦男、解説：牛島和彦、元木大介、レポーター：磯山さやか（アイドル、セ・リーグサイド）、清水大輔（パ・リーグサイド）
  - ニッポン放送（LF）《NRN…STV・TBC・SF・ABC・RCC・KBC他》
実況：山田透、解説：江本孟紀、レポーター：松本秀夫（セ・リーグサイド）、山内宏明（パ・リーグサイド）
  - 文化放送（QR）《関東広域圏ローカル》
実況：斉藤一美、解説：岩本勉、ゲスト解説：石井貴（西武二軍コーチ）、レポーター：槇嶋範彦（セ・リーグサイド）、飯塚治（パ・リーグサイド）
  - RFラジオ日本《独自放送》
実況:小林幸明、解説:須藤豊、レポーター：内藤尚行（セ・リーグサイド）、内藤博之（パ・リーグサイド）